# Coppa delle Coppe UEFA
La Coppa delle Coppe UEFA (in inglese UEFA Cup Winners' Cup, talora abbreviato in CWC), o semplicemente Coppa delle Coppe, è stata una competizione calcistica europea riservata alle squadre vincitrici delle principali coppe nazionali.
Il torneo, strutturato a eliminazione diretta con gare di andata e ritorno più una finale a partita unica (tranne nella prima edizione), si è svolto dalla stagione 1960-1961 – organizzata dal Comitato della Coppa Mitropa e riconosciuta dall'UEFA nell'ottobre del 1963 per mediazione della FIGC – alla stagione 1998-1999. Dal 1973 al 1999, la squadra vincitrice della Coppa delle Coppe guadagnava inoltre il diritto a disputare la Supercoppa UEFA contro la vincitrice della Coppa dei Campioni/Champions League. Dalla stagione 1999-2000, il trofeo fu assorbito dalla Coppa UEFA.
La competizione è stata vinta da 32 squadre diverse in 39 edizioni, e non è mai stata conquistata per due stagioni consecutive dallo stesso club. Il Barcellona detiene il record di vittorie nella competizione (4) e di finali disputate (6), mentre l'Inghilterra è il Paese che ha conseguito più successi con le sue squadre (8). Il trofeo originale della manifestazione è conservato dalla UEFA.

## Formula
La Coppa delle Coppe è stato un torneo a eliminazione diretta con turni di andata e ritorno fino alla finale unica, giocata sempre in campo neutro, tranne che per la prima edizione, quando l'atto conclusivo si articolò in due partite. La formula del torneo era identica a quella della Coppa dei Campioni, con le squadre impegnate in quattro turni a eliminazione diretta prima della finale, per un torneo stagionale che durava da settembre a maggio.
Così come accadde anche in Coppa dei Campioni, nel caso in cui il numero delle squadre partecipanti fosse stato superiore a 32, veniva disputato un turno preliminare (solitamente ad agosto) per riportare a 32 il lotto delle contendenti; rispetto alla Coppa dei Campioni, però, quest'eventualità fu impiegata più frequentemente, poiché fino al 1992, prima dell'istituzione del campionato gallese di calcio la Federazione calcistica del Galles, poteva qualificare squadre gallesi nelle coppe europee esclusivamente in Coppa delle Coppe attraverso la Coppa del Galles. Il turno preliminare fu strettamente necessario nelle ultime edizioni poiché, a seguito della disgregazione politica della Jugoslavia e dell'Unione Sovietica, aderirono all'UEFA le federazioni calcistiche dei paesi che ne derivarono, incrementando notevolmente le squadre partecipanti, che raggiunsero il numero massimo di 49.
L'accesso fu limitato a un club per ogni federazione membro dell'UEFA, ovvero, come previsto dal formato della competizione, i vincitori delle rispettive "coppe federali", mentre non ebbero mai accesso alla manifestazione i club vincitori delle cosiddette "coppe di lega" (l'unico caso anomalo è rappresentato dalla Coppa Italia, la quale, sebbene sia de iure una "coppa di lega", viene considerata de facto una "coppa federale"). Faceva eccezione a questa regola la federazione di appartenenza della squadra detentrice della Coppa delle Coppe, cui era concesso di iscrivere in aggiunta proprio la detentrice, allo scopo di permetterle la difesa del titolo. Tuttavia, se un sodalizio acquisiva il diritto a partecipare sia alla Coppa dei Campioni sia alla Coppa delle Coppe, la qualificazione alla prima prevaleva sull'altra, pertanto:
- se la detentrice della Coppa delle Coppe si fosse qualificata per la Coppa dei Campioni, il posto ad essa riservato restava vacante. Ciò si verificò sette volte: nell'edizione 1968-1969 con il Milan campione uscente; nell'edizione 1974-1975 con il Magdeburgo campione uscente; nell'edizione 1975-1976 con la Dinamo Kiev campione uscente; nell'edizione 1984-1985 con la Juventus campione uscente; nell'edizione 1985-1986 con l'Everton campione uscente (che però non avrebbe potuto comunque partecipare alle coppe europee, a causa del bando inflitto alle squadre inglesi dopo la strage dell'Heysel); nell'edizione 1986-1987 con la Dinamo Kiev campione uscente; nell'edizione 1997-1998 con il Barcellona campione uscente;
- se una squadra detentrice di una coppa nazionale si fosse qualificata per la Coppa dei Campioni, il suo posto sarebbe stato acquisito dalla finalista perdente della coppa nazionale (a titolo d'esempio, nell'edizione 1987-1988 per l'Italia partecipò l'Atalanta finalista di Coppa Italia al posto del Napoli vincitore di campionato e coppa nazionale);
- se una squadra vincitrice di una coppa nazionale fosse stata anche detentrice della Coppa delle Coppe, si sarebbe qualificata al torneo in qualità di detentrice, mentre il posto riservato alla vincitrice della coppa nazionale sarebbe stato acquisito dalla finalista perdente della stessa,[6] a meno che quest'ultima si fosse qualificata alla Coppa dei Campioni: ciò accadde solo nell'edizione 1987-1988, in cui le squadre olandesi furono l'Ajax, vincitrice della Coppa delle Coppe e della Coppa d'Olanda, e l'ADO Den Haag, finalista della coppa nazionale; ma non accadde nell'edizione 1961-1962, quando la Fiorentina, pur vincendo sia la Coppa delle Coppe sia la Coppa Italia nella stagione precedente, fu l'unica rappresentante italiana nell'edizione di quell'anno (la prima gestita dalla UEFA), mentre la Lazio, finalista di Coppa Italia, rimase esclusa dalla competizione.[7]

La festa della dopo la vittoria nell'edizione inaugurale del 1960-1961, giocata a carattere non ufficiale; la manifestazione verrà riconosciuta e organizzata dall'UEFA a partire dall'edizione successiva, su iniziativa dell'allora dirigente viola Artemio Franchi.

Ci furono, tuttavia, circostanze particolari di squadre che presero parte alla competizione in deroga al regolamento precedentemente menzionato. Nelle edizioni iniziali, dal 1960-1961 al 1964-1965, l'Ungheria iscriveva le squadre classificatesi al secondo posto in campionato, poiché dal 1958 al 1963 la Magyar Kupa non fu disputata; inoltre ciò determinò, dal 1964 al 1970, che l'iscrizione in Coppa delle Coppe delle vincitrici della coppa ungherese risultasse sfalsata di un anno per ragioni organizzative: a beneficiare di tale modalità furono il Ferencváros (1960-61), l'Újpesti Dózsa (1961-62 e 1962-63), l'MTK Budapest (1963-64) e lo Honvéd (1964-65). Similarmente, la Cecoslovacchia, la quale istituì la Československý Pohár soltanto nel 1960-61, e la Germania Est, ritenendo la BFC Dynamo, detentrice della FDGB Pokal, non all'altezza di disputare la Coppa delle Coppe, decisero di iscrivere alla prima edizione del torneo rispettivamente lo Spartak Brno, vincitore di una competizione non ufficiale denominata Coppa Spartachiana, e il Vorwärts Berlino, secondo classificato in campionato. Nello stesso periodo, un'altra situazione anomala si verificò in Italia, allorquando le inefficienze organizzative della FIGC prolungarono oltremodo la Coppa Italia 1963-1964, determinando lo spostamento della finale del torneo nella stagione successiva: quando la UEFA chiese conto della rappresentanza italiana in Coppa delle Coppe 1964-1965, la Federcalcio iscrisse il Torino, meglio piazzato in campionato, a seguito di un accordo con l'altra finalista, la Roma, che accettò un posto in Coppa delle Fiere in cambio del fattore campo per la finale di Coppa Italia; fattore che si rivelò ininfluente poiché, dopo il pareggio allo stadio Olimpico, i giallorossi vinsero poi la coppa nazionale nella ripetizione tenutasi allo stadio Comunale di Torino. Infine, nell'ultima edizione del 1998-1999, l'Heerenveen fu ammesso alla manifestazione pur avendo raggiunto soltanto la semifinale della Coppa d'Olanda nella stagione precedente, poiché entrambe le finaliste della coppa nazionale, l'Ajax e il PSV, si erano qualificate per la Champions League.

## Storia

### Anni 1960 e 1970
Come per la Coppa dei Campioni, creata cinque anni prima, l'idea di una coppa paneuropea per le squadre vincitrici delle principali coppe nazionali venne da alcuni dei più illustri giornalisti sportivi del continente. Il grande successo della Coppa dei Campioni e la crescente popolarità acquisita dalla Coppa delle Fiere, stimolò nuovi progetti di competizioni europee internazionali. Una proposta fu quella di realizzare un torneo parallelo alla Coppa dei Campioni e con una formula simile a quest'ultima, riservato però ai vincitori delle rispettive coppe nazionali.
La prima edizione della Coppa delle Coppe si tenne nel 1960-1961 in veste non ufficiale (verrà riconosciuta dall'UEFA solo nel 1963), ma non raccolse l'entusiasmo sperato da parte dei club europei di primo livello. All'epoca, infatti, molte federazioni calcistiche continentali ancora non prevedevano una coppa nazionale, e in quelle poche nazioni in cui un simile trofeo si disputava, esso era considerato di scarso valore venendo così sovente trascurato dalle grandi squadre. Diversa la situazione in Inghilterra e Scozia, dove la FA Cup e la Scottish Cup erano ritenuti tornei di grande prestigio. Questi dubbi spinsero molte squadre importanti, tra cui l'Atlético Madrid e il Monaco, a rifiutarsi di partecipare. Il trofeo, pertanto, fu conteso solo da dieci squadre e venne conquistato dalla Fiorentina battendo in finale i Rangers. Malgrado la scarsa partecipazione, il riscontro di pubblico e media fu ampiamente soddisfacente.
Per la seconda edizione della competizione, nel 1961-1962, l'UEFA assunse il controllo dell'organizzazione del torneo, raccogliendo l'adesione di quelle squadre prestigiose che in precedenza avevano rifiutato di prendervi parte. Già nel 1968 tutte le nazioni membro dell'UEFA si erano dotate di una propria coppa calcistica nazionale, sulla scia del successo della Coppa delle Coppe, nel frattempo divenuta la seconda competizione calcistica europea per prestigio dopo la Coppa dei Campioni.

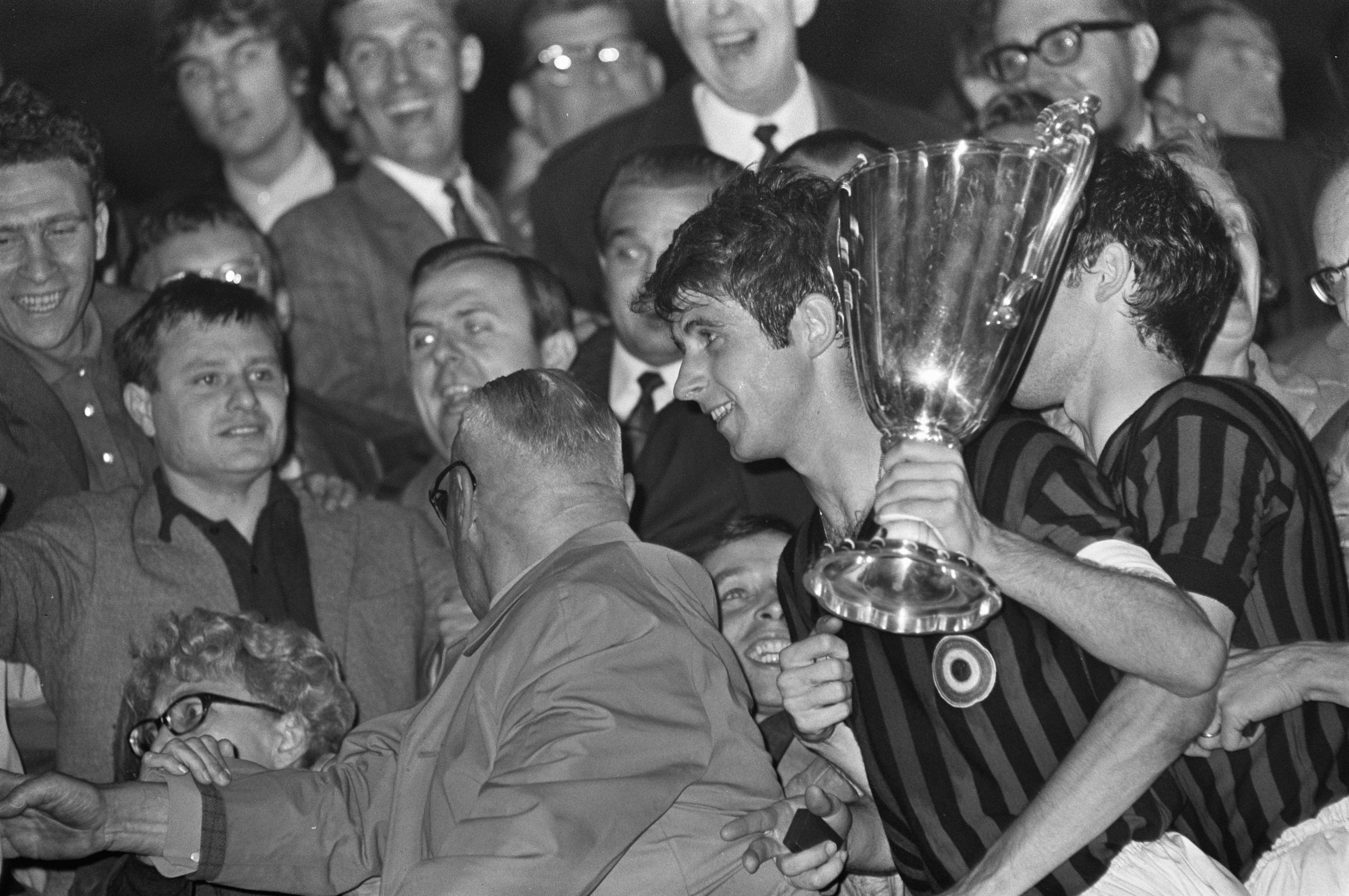
Il capitano del, Gianni Rivera, con la coppa vinta nel 1968.

Nel 1963 il Tottenham divenne la prima società calcistica britannica a vincere un trofeo internazionale. Il Milan vincitore nel 1968 avrebbe poi trionfato anche nell'edizione seguente della Coppa dei Campioni, diventando il primo club capace di vincere i due maggiori trofei confederali in due stagioni consecutive.
Negli anni 1970 si segnalarono la vittoria del Magdeburgo nell'edizione 1973-1974, l'unico titolo europeo conquistato da una squadra della scomparsa Germania Est, e la breve epopea dell'Anderlecht vincitore nel 1976, finalista nel 1977 e ancora trionfatore nel 1978: i Mauves furono l'unico club a disputare tre finali consecutive del torneo.

### Anni 1980 e 1990

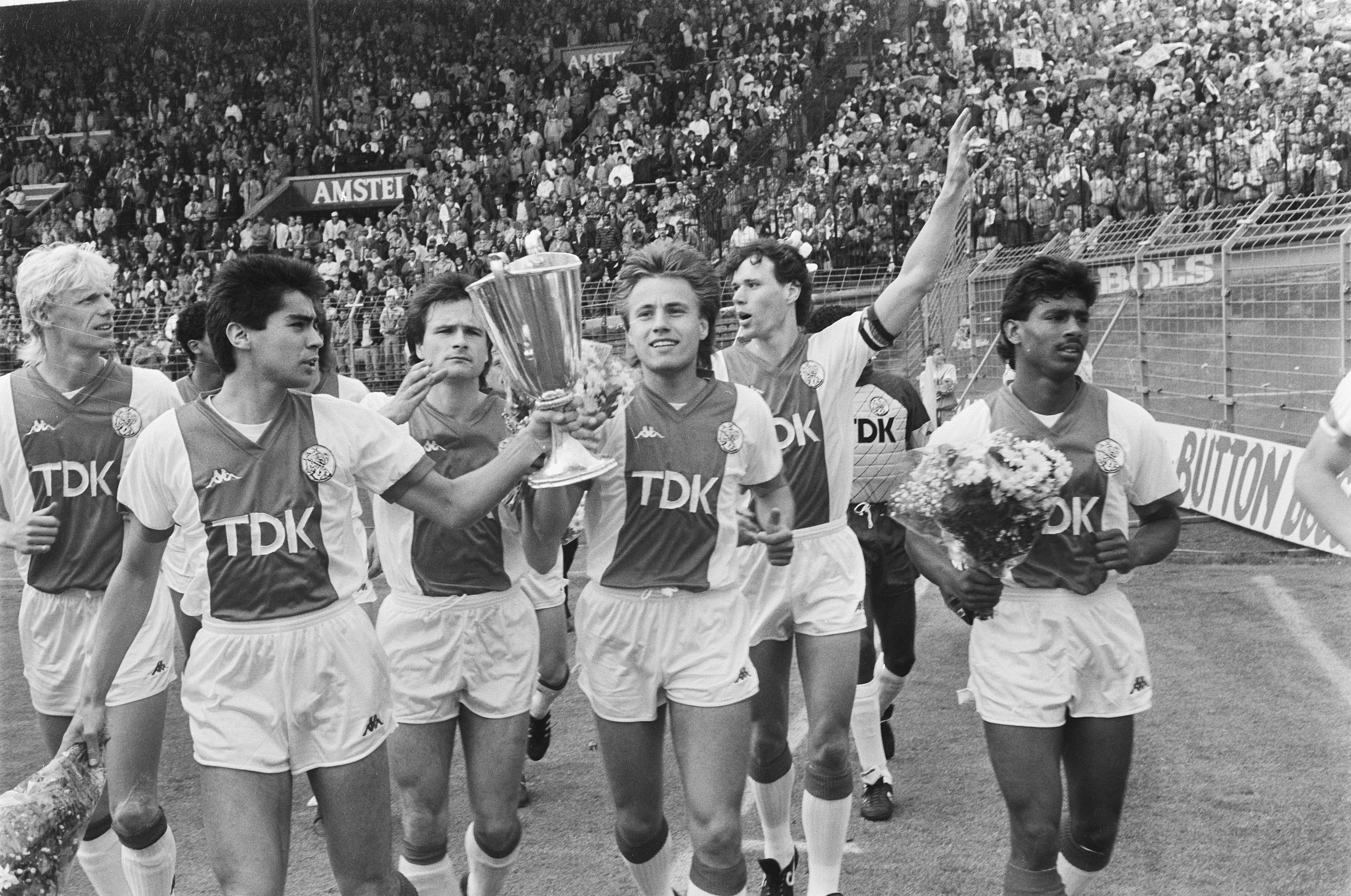
L' festeggia la conquista della sua unica Coppa delle Coppe nel 1987

Gli anni 1980 videro, nella prima parte, la vittoria dell'Aberdeen, allenato dal Alex Ferguson, che sconfisse il Real Madrid nel 1983; i Dons sarebbero poi diventati l'unica squadra scozzese a vincere due trofei continentali, grazie al successo contro i campioni d'Europa dell'Amburgo nella Supercoppa UEFA. L'anno seguente la Juventus conquistò da imbattuta il trofeo, sollevando poi la Coppa dei Campioni 1984-1985 ed eguagliando in tal modo i connazionali del Milan del biennio 1968-1969. Nel 1985 toccò invece all'Everton sollevare la sua prima e unica coppa continentale.
Nella seconda metà del decennio, la Coppa delle Coppe vide le affermazioni di due nuove realtà del calcio continentale, il Malines e la Sampdoria: nel 1988 il Malinwa entrò nel ristretto novero delle squadre capaci di vincere una coppa europea nella stagione dell'esordio in ambito continentale, mentre nell'edizione 1989-90 i Blucerchiati conquistarono il trofeo da imbattuti dopo aver raggiunto la loro seconda finale consecutiva.

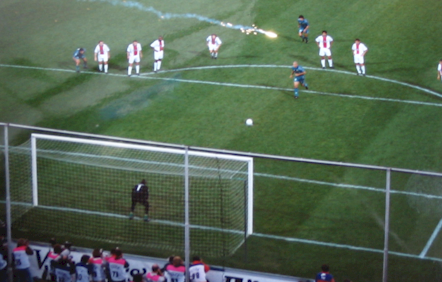
Il rigore trasformato da Ronaldo nella finale del 1997 tra e.

Il Manchester Utd, trionfatore nel 1991, divenne la prima squadra inglese vittoriosa in una competizione europea dopo la strage dell'Heysel, che aveva costretto le squadre inglesi a cinque anni di squalifica dalle competizioni europee (al Liverpool fu dato un anno di squalifica ulteriore, in quanto responsabile diretto della tragedia del 1985); il tecnico dei Red Devils Alex Ferguson, già vincitore nel 1983 con l'Aberdeen, divenne inoltre l'unico in grado di sollevare il trofeo con due squadre diverse.
Quattro anni più tardi il Real Saragozza conquistò la Coppa con uno storico gol di Nayim, il quale riuscì a beffare il portiere dell'Arsenal David Seaman segnando all'ultimo minuto del secondo tempo supplementare, con un tiro da quasi metà campo. Nel 1997 arrivò invece il quarto e ultimo trionfo del Barcellona: superando in finale il Paris Saint-Germain, i Blaugrana diventarono i più vittoriosi di sempre nella competizione.
In seguito all'allargamento del numero di partecipanti alla Champions League, il 6 ottobre 1998 l'UEFA decise per l'abolizione della Coppa delle Coppe. L'ultima edizione del torneo si giocò nella stagione 1998-1999 e fu vinta, come nella prima edizione (in cui trionfò la Fiorentina), da un'italiana, la Lazio, vincitrice in finale sulla matricola Maiorca. Dalla stagione successiva, i vincitori delle coppe nazionali furono ammessi alla Coppa UEFA (che dal 2009 sarebbe stata ridenominata Europa League); la squadra vincitrice di quest'ultimo torneo ha preso inoltre il posto dei vincitori della Coppa delle Coppe nella disputa della Supercoppa UEFA contro i campioni d'Europa.

## Albo d'oro e statistiche
- 1960-1961:   Fiorentina (1)
- 1961-1962:   Atlético Madrid (1)
- 1962-1963:   Tottenham (1)
- 1963-1964:   Sporting Lisbona (1)
- 1964-1965:   West Ham Utd (1)
- 1965-1966:   Borussia Dortmund (1)
- 1966-1967:   Bayern Monaco (1)
- 1967-1968:   Milan (1)
- 1968-1969:   Slovan Bratislava (1)
- 1969-1970:   Manchester City (1)
- 1970-1971:   Chelsea (1)
- 1971-1972:   Rangers (1)
- 1972-1973:   Milan (2)
- 1973-1974:   Magdeburgo (1)
- 1974-1975:   Dinamo Kiev (1)
- 1975-1976:   Anderlecht (1)
- 1976-1977:   Amburgo (1)
- 1977-1978:   Anderlecht (2)
- 1978-1979:   Barcellona (1)
- 1979-1980:   Valencia (1)
- 1980-1981:   Dinamo Tbilisi (1)
- 1981-1982:   Barcellona (2)
- 1982-1983:   Aberdeen (1)
- 1983-1984:   Juventus (1)
- 1984-1985:   Everton (1)
- 1985-1986:   Dinamo Kiev (2)
- 1986-1987:   Ajax (1)
- 1987-1988:   Malines (1)
- 1988-1989:   Barcellona (3)
- 1989-1990:   Sampdoria (1)
- 1990-1991:   Manchester Utd (1)
- 1991-1992:   Werder Brema (1)
- 1992-1993:   Parma (1)
- 1993-1994:   Arsenal (1)
- 1994-1995:   Real Saragozza (1)
- 1995-1996:   Paris Saint-Germain (1)
- 1996-1997:   Barcellona (4)
- 1997-1998:   Chelsea (2)
- 1998-1999:   Lazio (1)

### Vittorie per squadra
| Squadra             | Nazione          | Vittorie | Secondi posti | Finali giocate |
| ------------------- | ---------------- | -------- | ------------- | -------------- |
| Barcellona          | Spagna           | 4        | 2             | 6              |
| Anderlecht          | Belgio           | 2        | 2             | 4              |
| Milan               | Italia           | 2        | 1             | 3              |
| Chelsea             | Inghilterra      | 2        | 0             | 2              |
| Dinamo Kiev         | Unione Sovietica | 2        | 0             | 2              |
| Atlético Madrid     | Spagna           | 1        | 2             | 3              |
| Arsenal             | Inghilterra      | 1        | 2             | 3              |
| Rangers             | Scozia           | 1        | 2             | 3              |
| Ajax                | Paesi Bassi      | 1        | 1             | 2              |
| Amburgo             | Germania Ovest   | 1        | 1             | 2              |
| Parma               | Italia           | 1        | 1             | 2              |
| Paris Saint-Germain | Francia          | 1        | 1             | 2              |
| West Ham Utd        | Inghilterra      | 1        | 1             | 2              |
| Fiorentina          | Italia           | 1        | 1             | 2              |
| Sampdoria           | Italia           | 1        | 1             | 2              |
| Bayern Monaco       | Germania Ovest   | 1        | 0             | 1              |
| Manchester Utd      | Inghilterra      | 1        | 0             | 1              |
| Juventus            | Italia           | 1        | 0             | 1              |
| Borussia Dortmund   | Germania Ovest   | 1        | 0             | 1              |
| Tottenham           | Inghilterra      | 1        | 0             | 1              |
| Valencia            | Spagna           | 1        | 0             | 1              |
| Lazio               | Italia           | 1        | 0             | 1              |
| Aberdeen            | Scozia           | 1        | 0             | 1              |
| Malines             | Belgio           | 1        | 0             | 1              |
| Werder Brema        | Germania         | 1        | 0             | 1              |
| Real Saragozza      | Spagna           | 1        | 0             | 1              |
| Dinamo Tbilisi      | Unione Sovietica | 1        | 0             | 1              |
| Sporting Lisbona    | Portogallo       | 1        | 0             | 1              |
| Everton             | Inghilterra      | 1        | 0             | 1              |
| Magdeburgo          | Germania Est     | 1        | 0             | 1              |
| Manchester City     | Inghilterra      | 1        | 0             | 1              |
| Slovan Bratislava   | Cecoslovacchia   | 1        | 0             | 1              |

Curiosamente nessun club è riuscito a sollevare la Coppa delle Coppe per due volte consecutive, caso unico nelle competizioni organizzate dall'UEFA fino all'istituzione della UEFA Conference League. La Fiorentina fu a un passo dall'aggiudicarsi il trofeo per due stagioni di fila, vincendo l'edizione inaugurale del 1961 e perdendo la ripetizione della finale nel 1962, così come il Milan, vittorioso contro il Leeds Utd nel 1973 e battuto in finale dal Magdeburgo nel 1974, e la Sampdoria, sconfitta nell'edizione 1988-89 in finale dal Barcellona e vincente la stagione successiva contro l'Anderlecht. Lo stesso Anderlecht vinse il trofeo per due volte (1976, 1978) e per due volte si piazzò secondo (1977, 1990), risultando l'unica squadra a raggiungere la finale per tre stagioni consecutive (tra il 1975-1976 ed il 1977-1978). Inoltre nello spazio di quattro edizioni, dal 1994 al 1997, per ben tre volte a raggiungere la finale fu la squadra campione in carica, che perse in tutte le occasioni nelle quali si ripresentò nell'atto conclusivo (il Parma nel 1994, l'Arsenal nel 1995, e il Paris Saint-Germain nel 1997). Complessivamente, otto squadre (Fiorentina, Atletico Madrid, Milan, Anderlecht, Ajax, Parma, Arsenal, Paris SG) hanno perso in finale da detentrici del trofeo.

### Vittorie per federazione
| Federazione      | Vittorie | Secondi posti |
| ---------------- | -------- | ------------- |
| Inghilterra      | 8        | 5             |
| Spagna           | 7        | 7             |
| Italia           | 7        | 4             |
| Germania         | 4        | 4             |
| Belgio           | 3        | 4             |
| Unione Sovietica | 3        | 1             |
| Scozia           | 2        | 2             |
| Germania Est     | 1        | 2             |
| Francia          | 1        | 1             |
| Paesi Bassi      | 1        | 1             |
| Portogallo       | 1        | 1             |
| Cecoslovacchia   | 1        | 0             |
| Austria          | 0        | 3             |
| Ungheria         | 0        | 2             |
| Polonia          | 0        | 1             |

### Classifica assoluta dei marcatori
La classifica è aggiornata al 19 maggio 1999.
| Pos. | Giocatore             | Nazione             | Reti | Pres. | Media | Anni      | Club                                                                           |
| ---- | --------------------- | ------------------- | ---- | ----- | ----- | --------- | ------------------------------------------------------------------------------ |
| 1    | Rob Rensenbrink       | Olanda              | 25   | 36    | 0,64  | 1970–1978 | Club Bruges (2), Anderlecht (23)                                               |
| 2    | Gerd Müller           | Germania dell'Ovest | 20   | 25    | 0,80  | 1966–1972 | Bayern Monaco (20)                                                             |
| 2    | Gianluca Vialli       | Italia              | 20   | 35    | 0,57  | 1988–1999 | Sampdoria (13), Chelsea (7)                                                    |
| 4    | François Van der Elst | Belgio              | 18   | 30    | 0,60  | 1975–1980 | Anderlecht (18)                                                                |
| 5    | Roger Claessen        | Belgio              | 17   | 23    | 0,74  | 1965–1972 | Standard Liegi (16), Beerschot (1)                                             |
| 5    | Hans Krankl           | Austria             | 17   | 33    | 0,52  | 1972–1986 | Rapid Vienna (8), Barcellona (9)                                               |
| 7    | Mendonça              | Portogallo          | 16   | 23    | 0,70  | 1961–1969 | Atlético Madrid (14), Barcellona (2)                                           |
| 7    | Kurt Hamrin           | Svezia              | 16   | 23    | 0,70  | 1960–1968 | Fiorentina (12), Milan (4)                                                     |
| 9    | Włodzimierz Lubański  | Polonia             | 15   | 17    | 0,88  | 1969–1971 | Górnik Zabrze (15)                                                             |
| 9    | Hristo Stoichkov      | Bulgaria            | 15   | 28    | 0,54  | 1988–1997 | CSKA Sofia (7), Barcellona (8)                                                 |
| 9    | Alon Mizrahi          | Israele             | 15   | 18    | 0,83  | 1993–1999 | Maccabi Haifa (15)                                                             |
| 12   | Lothar Emmerich       | Germania dell'Ovest | 14   | 9     | 1,56  | 1965–1966 | Borussia Dortmund (14)                                                         |
| 12   | Peter Osgood          | Inghilterra         | 14   | 18    | 0,78  | 1970–1977 | Chelsea (12), Southampton (2)                                                  |
| 12   | Kiril Milanov         | Bulgaria            | 14   | 8     | 1,75  | 1976–1983 | Levski Sofia (13), Lokomotiv Sofia (1)                                         |
| 12   | Klaus Allofs          | Germania dell'Ovest | 14   | 39    | 0,36  | 1979–1993 | Fortuna Düsseldorf (4), Colonia (4), Olympique Marsiglia (4), Werder Brema (2) |